# Escamps, Lot
Escamps är en kommun i departementet Lot i regionen Occitanien i södra Frankrike. Kommunen ligger i kantonen Lalbenque som tillhör arrondissementet Cahors. År 2022 hade Escamps 209 invånare.

## Befolkningsutveckling
Antalet invånare i kommunen Escamps
| Referens: INSEE |